# When It's All Over We Still Have to Clear Up
Albums de Snow Patrol
1er 
 Songs for Polarbears
(1998) 3e 
Final Straw
(2003)
When It’s All Over We Still Have to Clear Up est le second album studio du groupe de rock indépendant Snow Patrol, mis en vente le 5 mars 2001. 
Toutes les pistes ont été écrites par Gary Lightbody, Mark McClelland et Jonny Quinn.
Tous les textes ont été écrits par Gary Lightbody.
Note : On pourrait traduire le titre de l'album par : « Quand tout est fini, il nous faut encore remettre de l'ordre ».

## Liste des pistes
1. Never Gonna Fall In Love Again - 2:10
2. Ask Me How I Am - 2:34
3. Making Enemies - 4:18
4. Black and Blue - 3:40
5. Last Ever Lone Gunman - 2:43
6. If I'd Found The Right Words To Say - 4:47
7. Batten Down The Hatch - 3:29
8. One Night Is Not Enough - 3:23
9. Chased By... I Don't Know What - 2:41
10. On/Off - 2:40
11. An Olive Grove Facing The Sea - 5:18
12. When It's All Over We Still Have To Clear Up - 3:17
13. Make Love To Me Forever - 2:55
14. Firelight - 3:43